# Colostygia pontissalaria
Colostygia pontissalaria är en fjärilsart som beskrevs av Böd 1846. Colostygia pontissalaria ingår i släktet Colostygia och familjen mätare. Inga underarter finns listade i Catalogue of Life.